# Tolpia plumbifusa
Tolpia plumbifusa là một loài bướm đêm trong họ Erebidae.